# El ladrón de levita
El ladrón de levita es una novela corta del escritor ecuatoriano Jorge Velasco Mackenzie, publicada en 1989 por la Editorial Planeta. La trama de la obra narra los últimos momentos de la vida de un ladrón llamado Enrique Mora Martínez, quien lleva como apodo el título de la novela, durante su viaje en ambulancia al hospital y luego la cirugía de emergencia que le realicen tras sufrir un paro cardiorrespiratorio, tiempo durante el cual empieza a rememorar su vida y sus acciones.
Durante la novela, Velasco realiza reflexiones sobre diversos temas, entre ellos algunos como la vida y la muerte, la moralidad, el patriarcalismo, los prejuicios, el sensacionalismo en los medios de comunicación y la homosexualidad. Sobre esta última temática, en particular, autores como Marcelo Báez han señalado a la novela como una «adelantada» en el ámbito de la narrativa LGBT ecuatoriana por su exploración del amor entre personas del mismo sexo y el homoerotismo.

## Trasfondo y estructura
El libro está inspirado en la historia real de Enrique Mora Martínez, delincuente famoso en Guayaquil durante las décadas de 1960 y 1970 y que recibiía el apodo de «el ladrón de levita». No obstante, más que una reproducción fiel de la vida del personaje histórico, el libro lo utiliza como pretexto narrativo para la obra. Sobre estas licencias literarias, el mismo personaje principal de la novela reflexiona:

¿Podrá algún día alguien escribir sobre mi vida? Seguro que aquel palabrero cambiará todos mis actos y nombres: mentirá, ordenará todas sus falsedades desde el día en que caí en la huerta de La Rinconada hasta mi derrota final en la celda de la Penitenciaría.

Estructuralmente, la novela está conformada por cuatro monológos internos narrados por el protagonista en los que hace un repaso de su vida y que tienen lugar durante su agonía. El primer monólogo ocurre durante el viaje en ambulancia y recuenta la infancia de Mora. El segundo de ellos tiene lugar mientras está siendo sometido a cirugía y explora sus inicios en la delincuencia y el asesinato de su madre, considerado el peor de sus crímenes. El tercer monólogo ocurre luego de la operación y aborda, entre otros temas, su homosexualidad; mientras que el último narra su agonía final.
Durante sus monólogos, Mora evoca en reiteradas ocasiones al criminal estadounidense Caryl Chessman. De acuerdo al académico ecuatoriano Alejandro Moreano, la mención de Chessman en la novela es utilizada por Velasco como forma de condenar el sistema carcelario y la pena de muerte, así como para confluir la historia de ambos presos. Debido a su temática, la obra tiene además reminiscencias de Diario del ladrón (1949), del escritor francés Jean Genet. Cuenta también con la presencia como personaje de Miguel Donoso Pareja, quien formó a Velasco en talleres literarios.
El ambiente claustrofóbico del texto, provocado por la presencia constante de la muerte y las reflexiones alrededor de la carencia de sentido de la vida, ya habían sido explorados por Velasco anteriormente en su cuento «Clown», publicado originalmente en 1988 y que contaba la historia de un traje de payaso que condenaba a un fin trágico a cada persona que lo usara. La muerte como final para personajes homosexuales, por su lado, ha sido un tema abordado por académicos como Pedro Artieda, quien la identificó como final común para personajes LGBT en la literatura del siglo XX.
El personaje del ladrón de levita fue además incluido en 1992 por el escritor Edwin Ulloa en su cuento «Johnnie the man», donde se insinúa que el protagonista, también homosexual, habría tenido un encuentro íntimo con el personaje de Velasco que habría terminado en el robo de su motocicleta.